# Fort Madliena

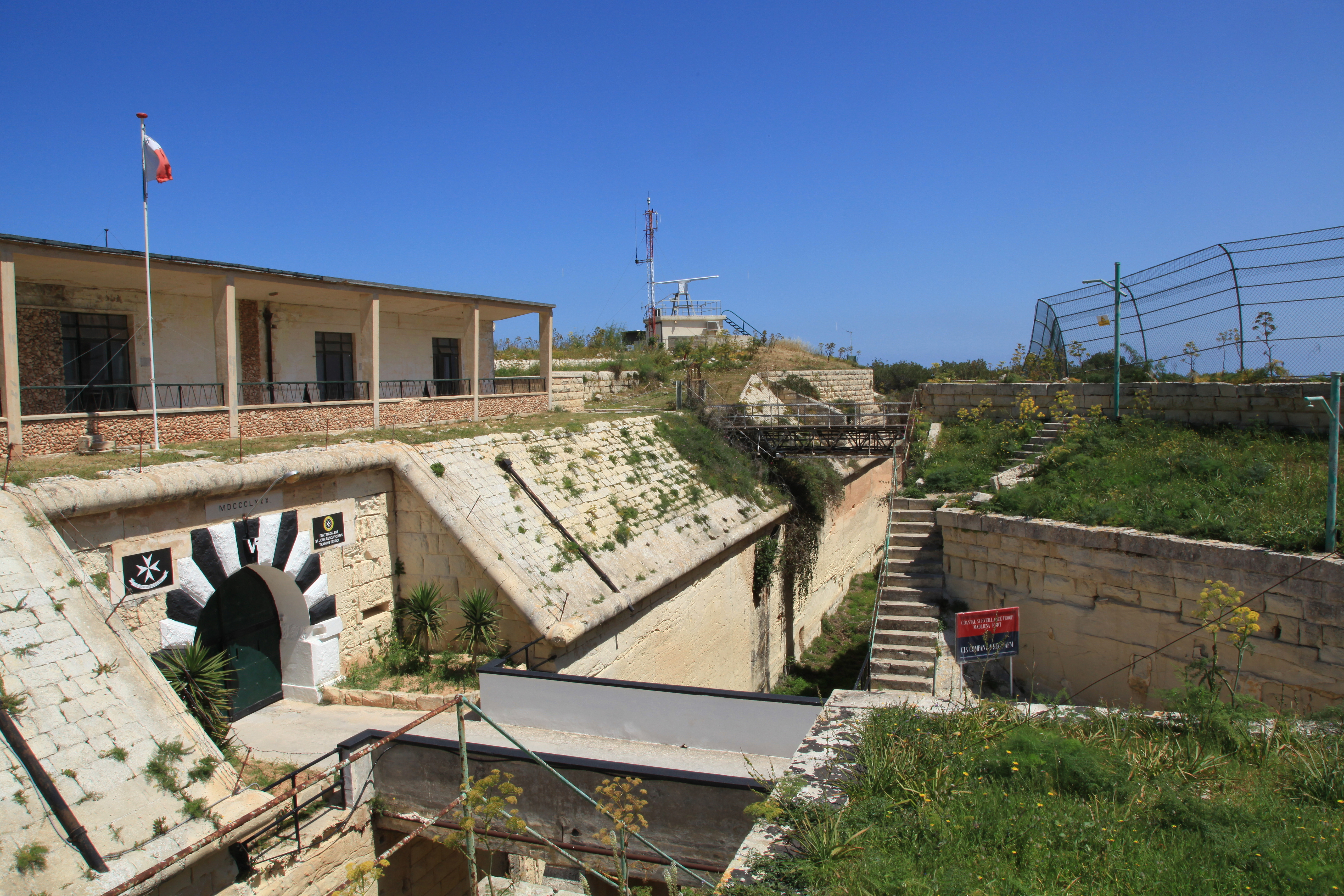
widok przedniej części fortu

Fort Madalena, także Fort Madliena (malt. Triq Madliena) – fort na Malcie zbudowany w latach 1878–1880, będący częścią dwunastokilometrowego ciągu umocnień obronnych zwanych pierwotnie North West Front, a w 1897 roku z okazji sześćdziesiątych urodzin brytyjskiej królowej Wiktorii nazwanych Victoria Lines. Fort Madalena należy do ciągu fortyfikacji połączonych murem ze stanowiskami strzelniczymi rozciągających się od wschodu od Baħar iċ-Ċagħaq koło Swieqi do zachodnich wybrzeży wyspy w okolicach zatoki Fomm ir-Riħ. Przebiega on wzdłuż naturalnej bariery, jaką stanowi Great Fault. Naturalne cechy obronne uskoku Great Fault zostały docenione już w 1722 roku za panowania wielkiego mistrza kawalerów maltańskich Marca Zondadariego. Za panowania jego następcy Antonia Manoela de Vilheny zbudowano kilka kamiennych budynków i umocnień umiejscowionych w kluczowych miejscach Great Fault. Miały one na celu obronę ówczesnej stolicy przed atakiem od bardziej przystępnej strony północnej.
W drugiej połowie XIX w. w czasie szczytu brytyjskiej potęgi wojskowej i ze względu na kluczowe znaczenie Malty po oddaniu do użytkowania w 1869 roku Kanału Sueskiego, zapadła decyzja o budowie systemu obronnego wzdłuż uskoku Great Fault. Linia obrony złożona jest z różnych rodzajów fortyfikacji: fortów, baterii, murów obronnych, umocnionych stanowisk piechoty, reflektorów. 
Fort był budowany w dwóch fazach. Pierwsza w latach 1878–1880 zakończona wybudowaniem, kosztem ówczesnych 9400 funtów, fortyfikacji o narysie poligonalnym w kształcie pięciokątu. Fort został zbudowany na wzgórzu ponad Baħar iċ-Ċagħaq na wysokości 132 m n.p.m. stanowiącym dogodne miejsce do obserwacji i obrony przed potencjalnym atakiem od strony morza w okolicach Salina, Saint Paul’s Bay i Mellieħa. Pierwotnie w miejscu lokalizacji fortu znajdowała się niewielka kaplica pod wezwaniem św. Magdaleny, która po osiągnięciu porozumienia pomiędzy armią a władzami kościelnymi została przeniesiona około 250 metrów od pierwotnej pozycji. Nazwa fortu pochodzi od patronki kaplicy. 
Druga faza budowy została zakończona w 1885 roku dodaniem dwóch 9,2 calowych dział BL 9.2 inch gun Mk I–VII od strony morza, które w odpowiedzi na wyposażenie okrętów włoskiej marynarki wojennej w działa okrętowe dalekiego zasięgu w 1906 roku zostały wymienione na działo BL 9.2 inch gun Mk IX–X. W okresie I wojny światowej uzbrojenie fortu zostało uzupełnione o dwa działa o kalibrze 6 cali. 
Z uwagi na idealne położenie fortu na wyspie Malcie od strony pobliskiej Sycylii, Fort Madalena stał się główną stacją radarową wyspy w okresie II wojny światowej oraz po wojnie i pozostawał nią do 1979 roku, do momentu wycofania się z wojsk brytyjskich z Malty. W tym też roku obiekt został przejęty przez armię maltańską. Obecnie na terenie fortu mają swoją główną kwaterę ochotnicze służby ratownicze – St John Rescue Corps.
W 1998 roku rząd Malty zgłosił wniosek o wpisanie Victoria Lines na listę światowego dziedzictwa UNESCO.
W 2006 roku na terenie fortu został zamontowany radar będący częścią europejskiego systemu monitoringu ruchu statków i informacji VTMIS. 
Obecnie fort jest udostępniony dla zwiedzających.